# Авиолинии Антонов
Авиолинии Антонов е украинска авиокомпания със седалище в Киев. Занимава с международен превоз на товари.
Компанията е основана през 1989 г. Извършва полети главно със самолети „Ан-124 Руслан“. Нейна собственост е и най-големият самолет в света – „Ан-225 Мрия“.

## Самолети
- 1 „Антонов Ан-225 Мрия“
- 7 „Антонов Ан-124 Руслан“
- 1 „Антонов Ан-22“
- 2 „Антонов Ан-12“
- 1 „Антонов Ан-26“
- 1 „Антонов Ан-74T-200“